# Кропачев, Виталий Валерьевич
Вита́лий Вале́рьевич Кропаче́в (род. 4 октября 1973, Торез, Донецкая область, УССР) — украинский бизнесмен в сфере добычи угля и газа, владелец группы компаний «Укрдонинвест», включающей медиа-активы. Владелец украинского информационного телеканала Ukraine World News.

## Биография
Родился 4 октября 1973 года в городе Торезе Донецкой области.
В 2010 году стал депутатом Донецкого облсовета.
В 2011 году на Кропачева было совершено покушение, которое бизнесмен связывал с попытками структур Александра Януковича отобрать у него бизнес.
До начала войны на Донбассе считался одним из самых состоятельных бизнесменов города Тореза. Был владельцем ряда предприятий, в частности, угольных компаний-логистов «Снежноепогрузтранс» и «Торезпогрузтранс», а также Торезского завода наплавочных твердых сплавов. По словам Кропачева в интервью журналисту Дмитрию Гордону, все эти активы были национализированы указом самопровозглашенного «главы ДНР» Захарченко. С 2014 года с семьей проживает в Киеве.
В 2014 году участвовал в создании батальона «Шахтерск» вместе с лидером «Радикальной партии» Олегом Ляшко, советником министра внутренних дел Антоном Геращенко и в то время главой МВД Арсеном Аваковым. В июле 2014 года передал в Киев доказательства сбития рейса MH17 пророссийскими сепаратистами: фото ЗРК «Бук-М1» в оккупированном Снежном и инверсионного следа от ракеты, предположительно поразившей пассажирский лайнер. Помог эвакуировать авторов снимков на подконтрольную Украине территорию. В том же году баллотировался в Верховную раду на одномандатном округе №53 (Донецкая область). Не был избран.
Приобрел часть угольных активов, ранее принадлежавших Александру Януковичу, — обогатительные фабрики «Россия» («Котляревская»), «Украина» и «Комсомольская. Лично Янукович, по словам Кропачева, не принимал участия в переговорах. Также в 2017 году купил у Игоря Гуменюка контрольный пакет акций ООО «Краснолиманское», осуществляющего на условиях государственно-частного партнерство добычу угля на шахте «Краснолиманской». По состоянию на 2018 год шахта осуществляла 45% поставок угля для ПАО «Центрэнерго», стала четвертым предприятием в Донецкой области по уплате налогов.
В 2017 году начал сотрудничать с китайской машиностроительной компанией Sany Heavy Industries, производящей оборудование для добычи угля. Вместе они выиграли многие тендеры государственных шахт и вступили в конкуренцию с Corum Рината Ахметова. Виталий Кропачев заявлял о желании организовать производство китайской проходческой техники в Украине.
В 2019 году впервые попал в рейтинг самых богатых украинцев, составленный журналом Новое Время и инвестиционной компанией Dragon Capital. С состоянием $101 млн он занял 63-е место. В 2020 году, по оценке НВ, стоимость активов бизнесмена упала до $81 млн (96-е место в списке самых богатых украинцев), а в 2021 году он выбыл из рейтинга.

## Медиа-бизнес
В 2019 году стал владельцем трех локальных телеканалов: Инфо 24, ТВi и Погода.
17 декабря 2021 года компания Кропачева «Укрдонинвест Медиа» приобрела компанию-оператора цифрового мультиплекса «Эра продакшн», имеющую согласно лицензии возможность трансляции 12-ти программ.
19 июля 2022 года компания «Укрдонинвест Медиа» стала единоличным бенефициаром ООО «Корона санрайс», владеющего цифровой лицензией 4 канала. 6 октября 2022 года Национальный совет Украины по вопросам телевидения и радиовещания переоформил лицензию 4 канала с брендом «Так TV».
22 января 2023 года в Украине планировался запуск нового общенационального информационного телеканала Ukrainе World News. Технический директор телеканала Дмитрий Скидан подтвердил в комментарии СМИ, что инвестором и владельцем канала является Виталий Кропачев.

## Семья
Женат, имеет дочь и сына.